# Skulpturenweg Jockgrim

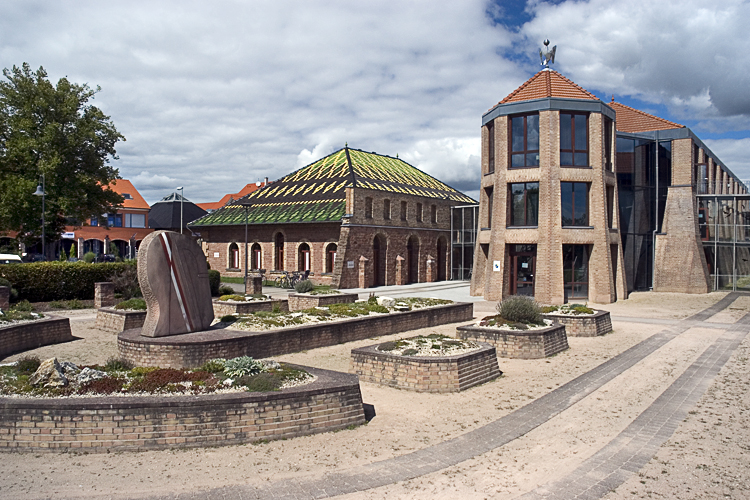
Ziegeleimuseum in Jockgrim mit der Skulptur Philosophenkopf (links) von Karl-Heinz Deutsch

Der Skulpturenweg Jockgrim in Jockgrim, Landkreis Germersheim, im Südosten von Rheinland-Pfalz ist ein Teilstück des Skulpturenwegs Rheinland-Pfalz.

## Projektbeschreibung
Die Förderung des Landes Rheinland-Pfalz von Kunstprojekten im öffentlichen Raum und die Unterstützung durch Jockgrimer Bürger führten 1989 zur Entstehung des Skulpturenwegs im Jockgrimer Bürgerpark. Als Form wurde ein internationales Bildhauersymposium gewählt. Zehn Bildhauer aus fünf europäischen Ländern beteiligten sich und hinterließen ihre Kunstwerke. Der Rundweg hat eine Länge von etwa 500 Metern.

## Präsente Künstler und Werke
| Bild | Nr. | Künstler / Künstlerin | Kunstwerk           | Lage                       |
| ---- | --- | --------------------- | ------------------- | -------------------------- |
|      | 1   | Karl-Heinz Deutsch    | Stuhl               | 49° 5′ 36″ N, 8° 16′ 27″ O |
|      | 2   | Klaus Großkopf        | Sonnenzeichen       | 49° 5′ 34″ N, 8° 16′ 25″ O |
|      | 3   | Ljubo di Karina       | Tal                 | 49° 5′ 31″ N, 8° 16′ 24″ O |
|      | 4   | Ruppert Klima         | Kleiner Tempel      | 49° 5′ 34″ N, 8° 16′ 27″ O |
|      | 5   | Daniel Moriz Lehr     | Harlekin            | 49° 5′ 32″ N, 8° 16′ 23″ O |
|      | 6   | Janez Lenassi         | Findling            | 49° 5′ 36″ N, 8° 16′ 24″ O |
|      | 7   | Christoph Mancke      | Stele               | 49° 5′ 31″ N, 8° 16′ 24″ O |
|      | 8   | Adolf Ryszka          | Haus der Meditation | 49° 5′ 34″ N, 8° 16′ 23″ O |
|      | 9   | Martin Schöneich      | Sitzende Figur      | 49° 5′ 31″ N, 8° 16′ 27″ O |
|      | 10  | Villi Bossi           | Lebenskraft         | 49° 5′ 33″ N, 8° 16′ 23″ O |

Quelle: VG Jockgrim: Werkbilder und Lageplan

## Weitere Werke im Bürgerpark
| Bild | Künstler / Künstlerin   | Kunstwerk         | Anmerkung                                                       |
| ---- | ----------------------- | ----------------- | --------------------------------------------------------------- |
|      | Karl-Heinz Deutsch      | Philosophenkopf   | 1992, vor dem Verwaltungsgebäude der Verbandsgemeinde Jockgrim  |
|      | Karl-Heinz Deutsch      | Abschlussköpfe    | 1992, an der Seitenwand des Verwaltungsgebäudes der VG Jockgrim |
|      | Martin Schöneich        | Brunnenlandschaft | 1992                                                            |
|      | Friedrich Riedelsberger | Positiv /Negativ  | 1993, im Park an der Verbandsgemeinde Jockgrim                  |
|      | Uwe Kämpf               | Zwei Hälften      |                                                                 |
|      | Werner Bitzigeio        | Windkäul          |                                                                 |